# Алнаши
Ална́ши (удм. Алнаш) — село в России, административный центр Алнашского района Удмуртии.
Село расположено на юге республики, у слияния рек Тойма и Алнашка. Через Алнаши проходит федеральная магистраль М7. В 12 километрах к югу от села находится одноимённая железнодорожная станция Алнаши.
Население — 6765 человек.

## История
Приход села Алнаши открыт по определению Священного Синода от 31 июля 1751 года и образован из селений Можгинского прихода. В 1761 году дана грамота на строительство деревянной церкви, которая построена и освящена 20 мая 1763 года во имя Святой Троицы. Село до 1791 года было в ведении Казанской епархии, а с 1791 года — перечислено в Вятскую. При разделе Елабужского уезда на волости в 1796 году среди прочих образована Асановская волость, в состав которой вошло село, в 1895 году образована Алнашская волость с центром в селе Алнаши. Указом от 14 мая 1815 года Вятская духовная консистория предписала начать строительство каменного храма. Петропавловский престол каменного храма освящён 1 октября 1822 года, Троицкий — 29 июня 1836 года.
По итогам десятой ревизии 1859 года в 62 дворах казённого села Алнаши (Троицкое) проживали 187 жителей мужского пола и 238 женского, размещалась становая квартира, торжок и работали две мельницы. В 1867 году в селе открыта земская школа. К 1897 году в селе проживало 804 человека.
В 1921 году при разделе Елабужского уезда Алнашская волость передана в состав Можгинского уезда Вотской АО. В 1924 году при укрупнении административных единиц образованы укрупнённые волость и сельсовет, в 1929 году был образован Алнашский район и село стало районным центром. В 1940 году была закрыта сельская церковь.

## Население
| 1959  | 1970  | 1979  | 1989  | 2002  | 2008  | 2010  | 2012  | 2013  |
| ----- | ----- | ----- | ----- | ----- | ----- | ----- | ----- | ----- |
| 2963  | ↗3352 | ↗4317 | ↗5759 | ↗6275 | ↗6512 | ↘6303 | ↘6198 | ↘6116 |
| 2014  | 2015  | 2016  | 2017  | 2018  | 2019  | 2020  | 2021  |       |
| ↘6095 | ↘6047 | ↘5990 | ↘5964 | ↘5913 | ↗5921 | ↘5872 | ↗6837 |       |

Национальный состав
По данным Всероссийской переписи населения 2010 года.
| Национальная принадлежность                                   | Численность (чел.) | Доля от всего населения, % |
| ------------------------------------------------------------- | ------------------ | -------------------------- |
| удмурты                                                       | 4 678              | 74,2 %                     |
| русские                                                       | 1 145              | 18,2 %                     |
| татары                                                        | 244                | 3,9 %                      |
| марийцы                                                       | 56                 | 0,9 %                      |
| чеченцы                                                       | 15                 | 0,2 %                      |
| украинцы                                                      | 12                 | 0,2 %                      |
| другие (в том числе не указавшие национальную принадлежность) | 116                | 2,0 %                      |

## Социальная инфраструктура
- МОУ «Алнашская средняя общеобразовательная школа»[2], основана в 1967 году[9]
- Детские сады «Берёзка», «Родничок», «Солнышко»
- Школа искусств
- Дом детского творчества
- Центральная районная больница
- Дом-интернат для престарелых и инвалидов
- Алнашский ДДТ
- Алнашский детский дом
- Отделение связи[31]
- МБУК «Алнашский районный дом культуры»
- МБОУ ДО «Алнашская детско-юношеская спортивная школа»
- Центральный фонтан

## Экономика
- ОДО «Алнашская МТС»

## Галерея

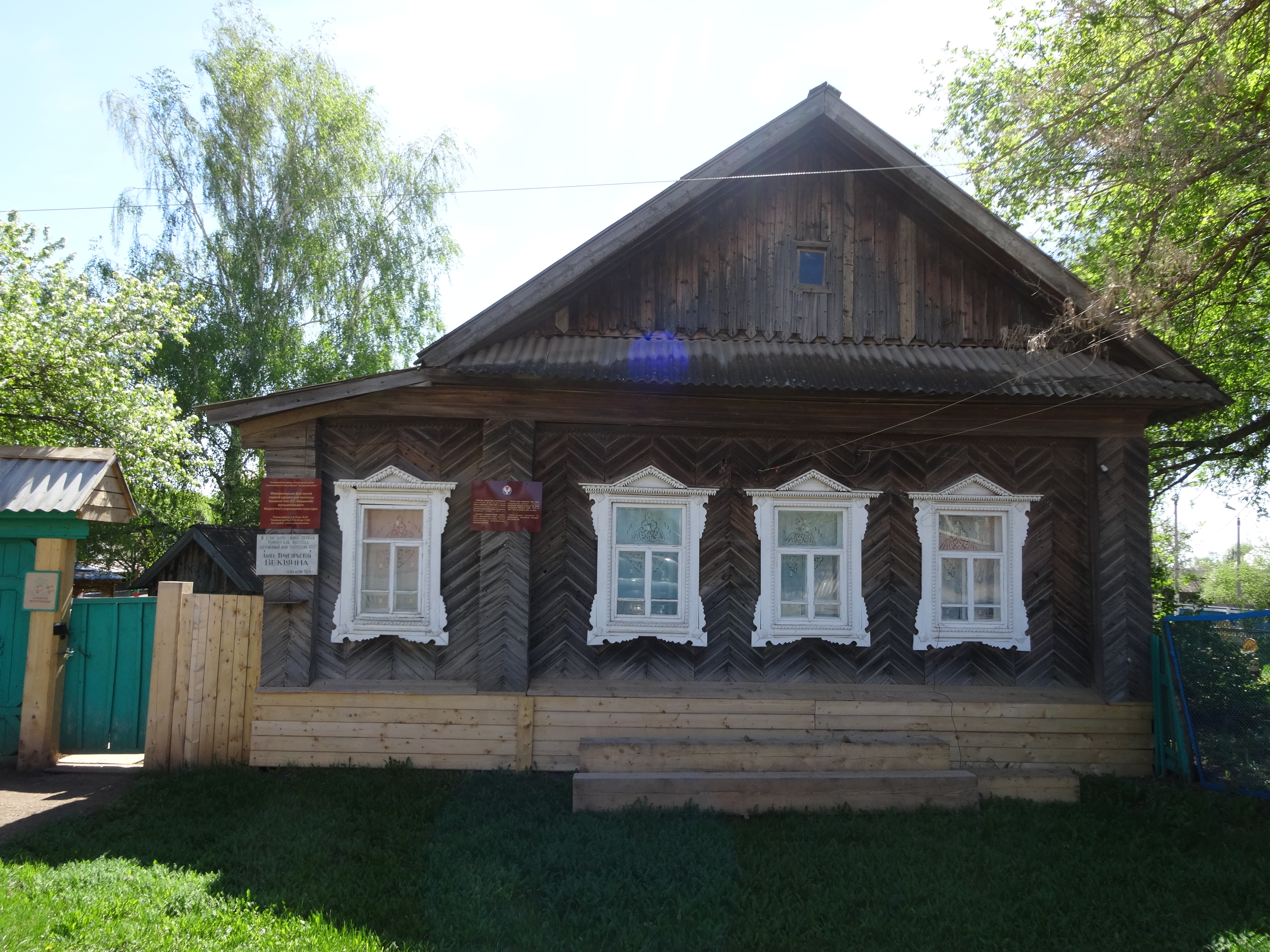
Дом-музей Ашальчи Оки
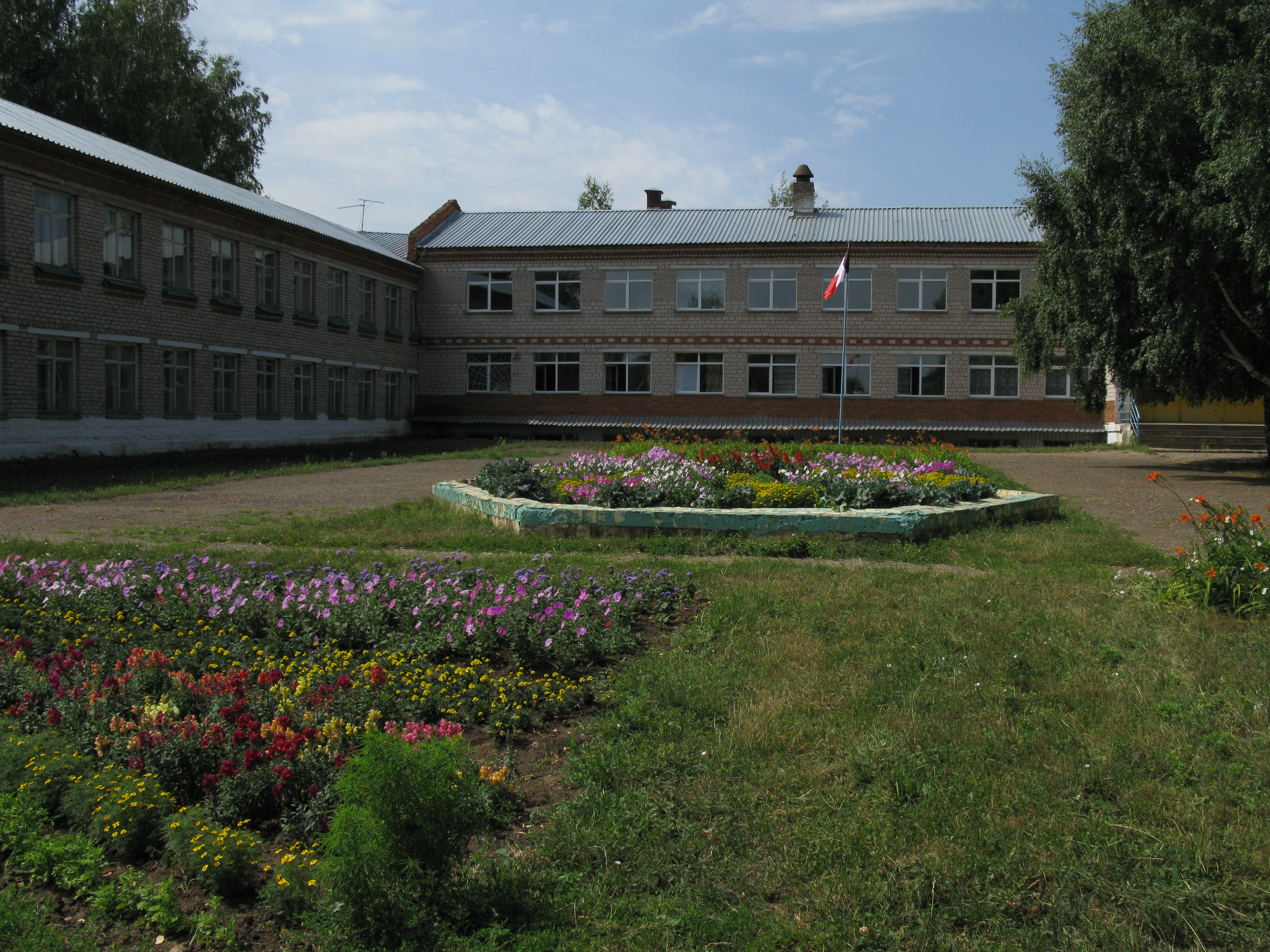
Школа в селе
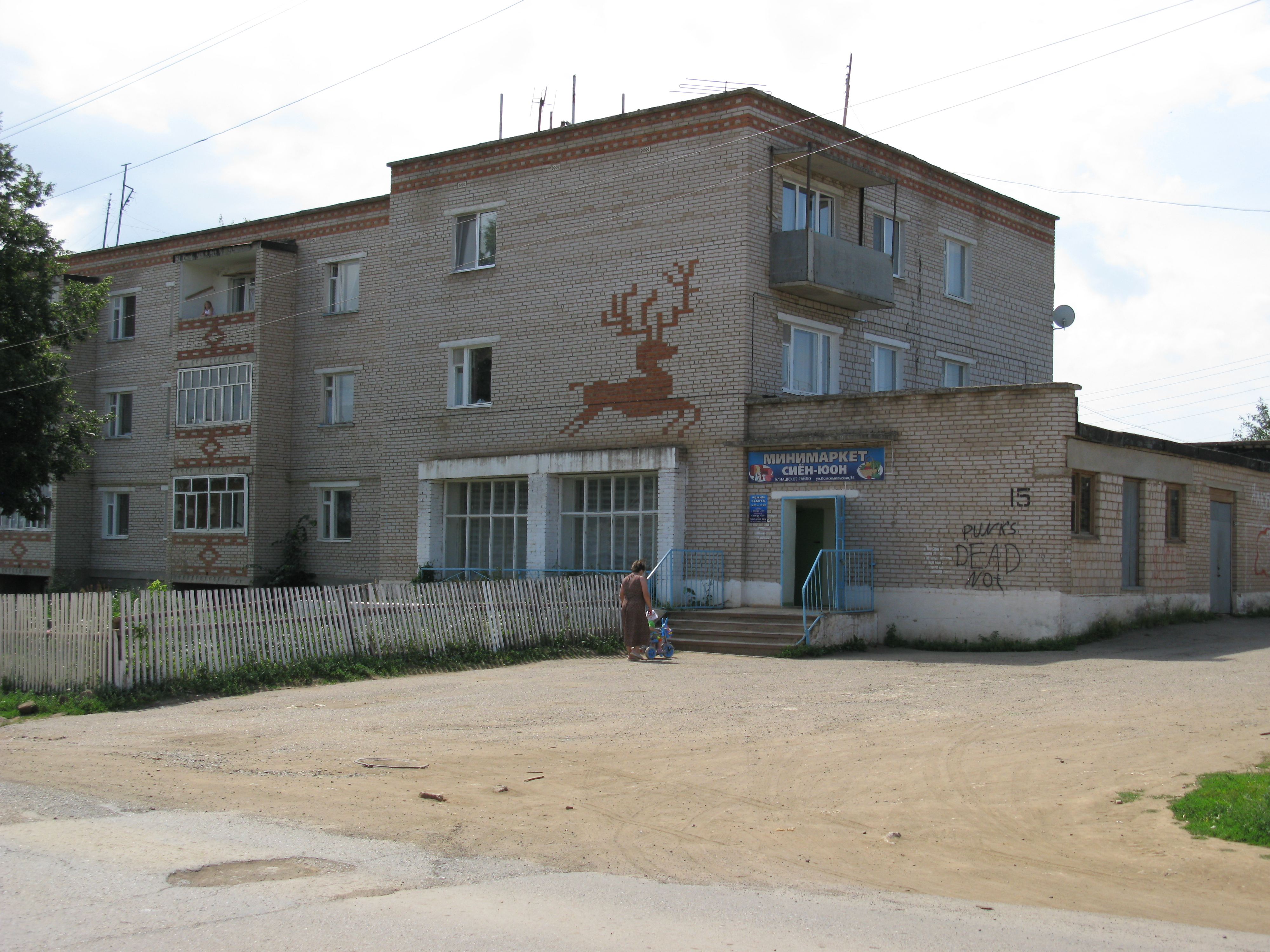
Жилые дома
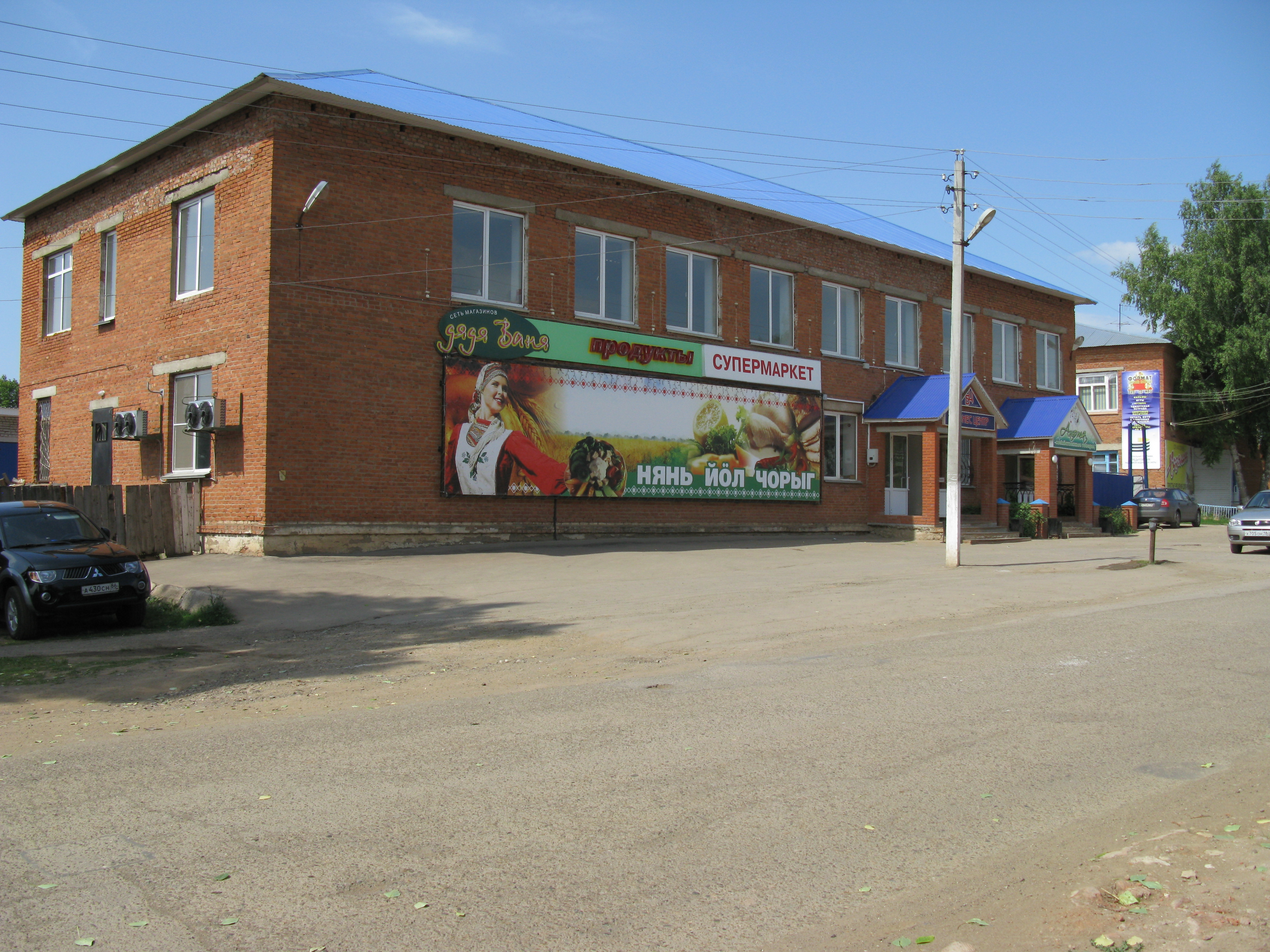
Центральная часть села
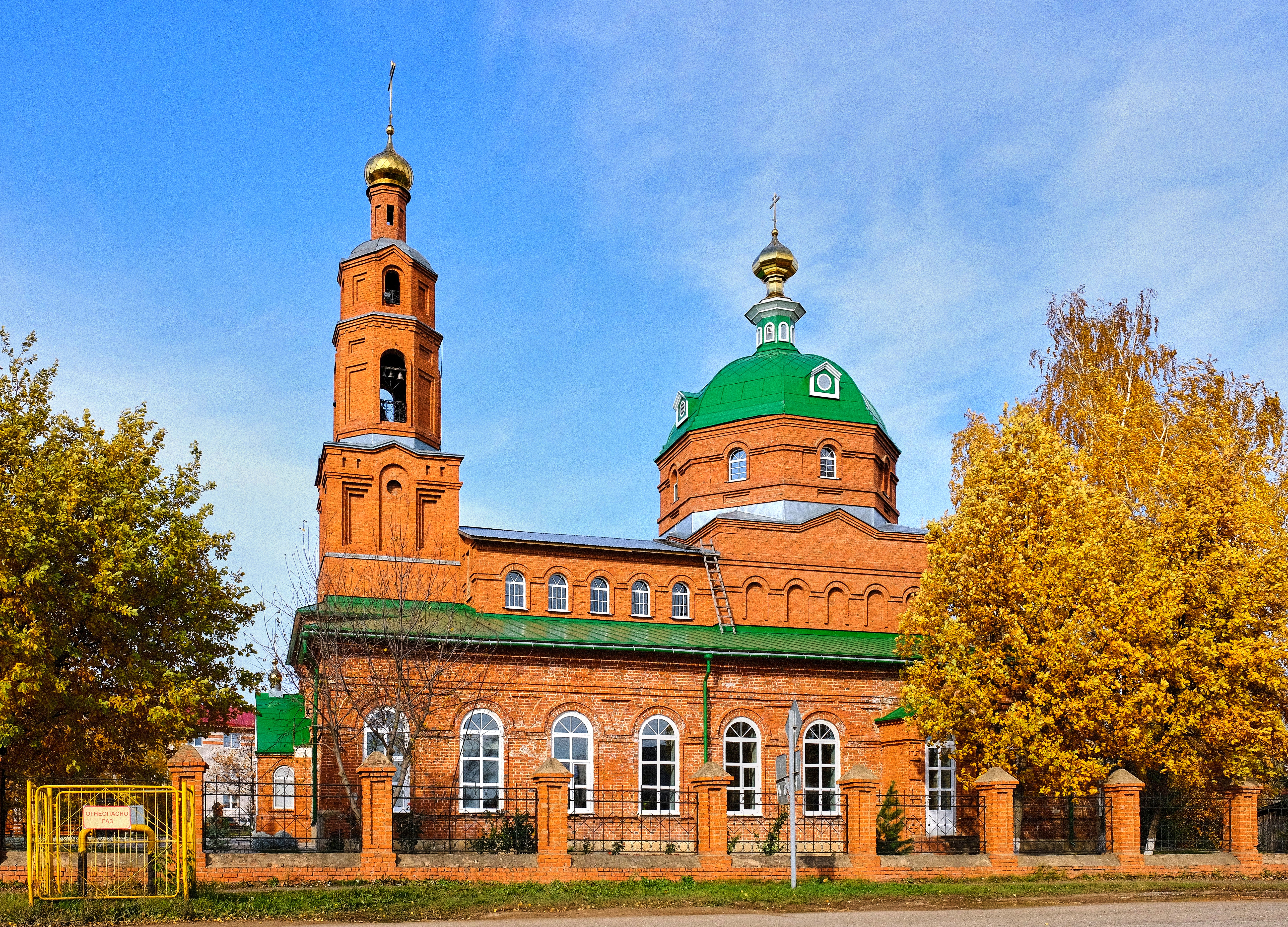
Свято-Троицкий храм
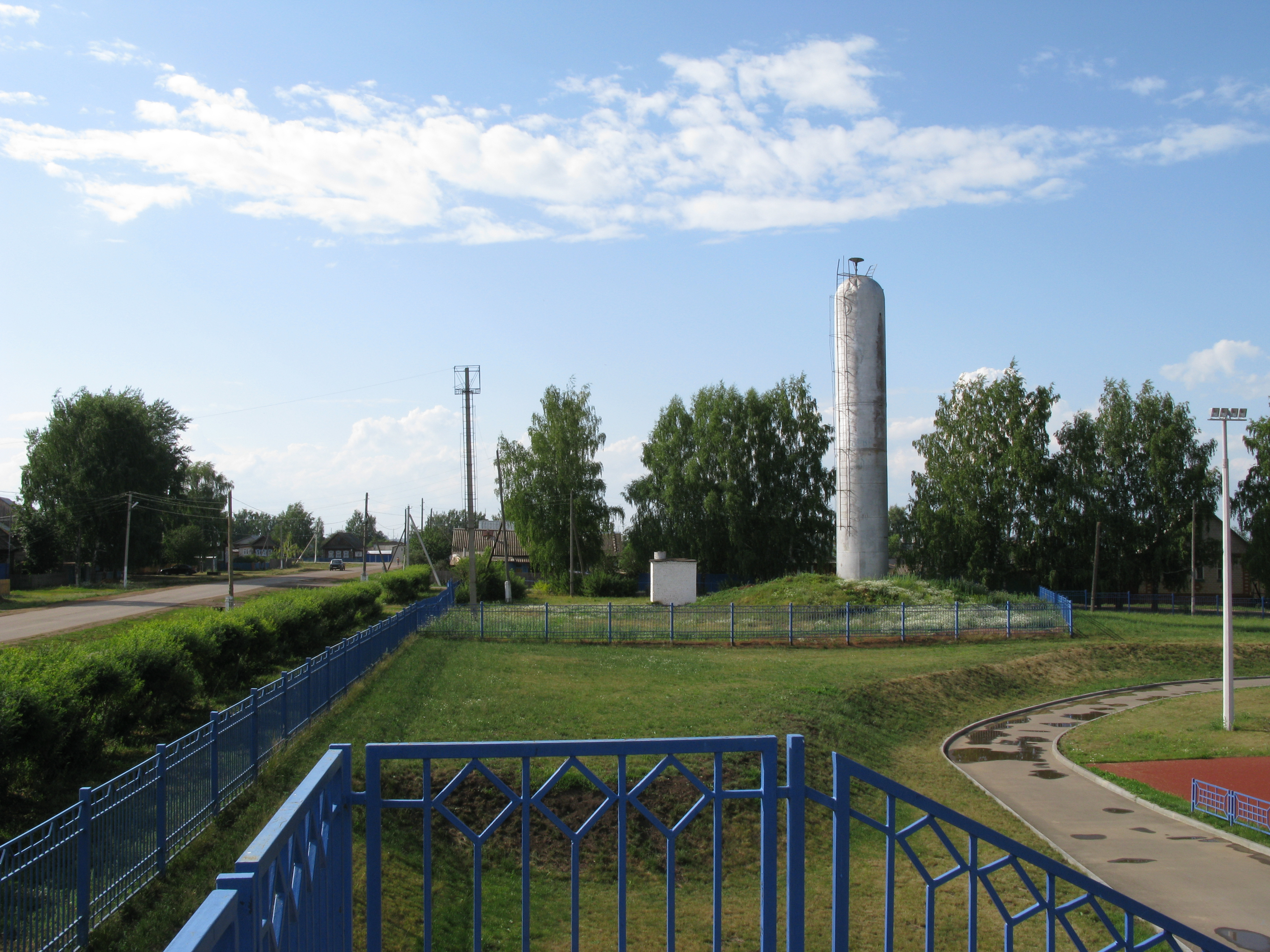
Водонапорная башня